# Esquí de fons als Jocs Olímpics d'hivern de 1994

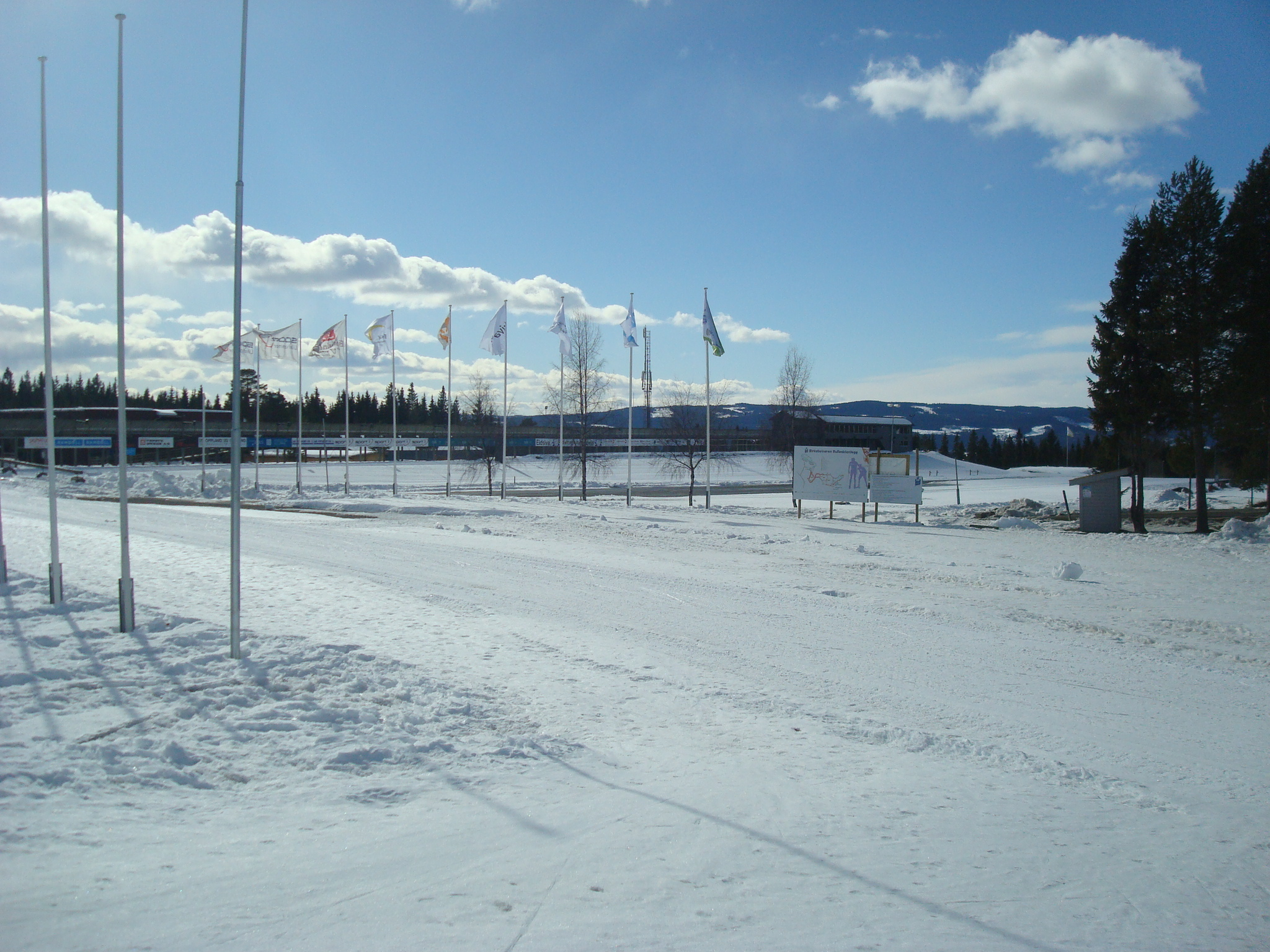
Instal·lacions d'esquí de fons a Lillehammer.

Als Jocs Olímpics d'Hivern de 1994 celebrats a la ciutat de Lillehammer (Noruega) es disputaren deu proves d'esquí de fons, cinc en categoria masculina i cinc més en categoria femenina.
Les proves es realitzaren entre els dies 13 i 27 de febrer de 1994 a les instal·lacions esportives del Birkebeineren Skistadion. Hi participaren un total de 197 esquiadors, entre ells 117 homes i 80 dones, de 35 comitès nacionals diferents.

## Resum de medalles

### Categoria masculina
| Prova                       | Or                                                                          | Argent                                                                  | Bronze                                                                   |
| 10 km clàssics Detalls      | Bjørn Dæhlie                                                                | Vladímir Smirnov                                                        | Marco Albarello                                                          |
| persecució 10/15 km Detalls | Bjørn Dæhlie                                                                | Vladímir Smirnov                                                        | Silvio Fauner                                                            |
| 30 km clàssics Detalls      | Thomas Alsgaard                                                             | Bjørn Dæhlie                                                            | Mika Myllylä                                                             |
| 50 km lliures Detalls       | Vladímir Smirnov                                                            | Mika Myllylä                                                            | Sture Sivertsen                                                          |
| 4x10 km relleus Detalls     | ItàliaMaurilio De Zolt · Marco Albarello · Giorgio Vanzetta · Silvio Fauner | NoruegaSture Sivertsen · Vegard Ulvang · Thomas Alsgaard · Bjørn Dæhlie | FinlàndiaMika Myllylä · Harri Kirvesniemi · Jari Räsänen · Jari Isometsä |

### Categoria femenina
| Prova                      | Or                                                                       | Argent                                                                    | Bronze                                                                         |
| 5 km clàssics Detalls      | Liubov Iegórova                                                          | Manuela Di Centa                                                          | Marja-Liisa Kirvesniemi                                                        |
| persecució 5/10 km Detalls | Liubov Iegórova                                                          | Manuela Di Centa                                                          | Stefania Belmondo                                                              |
| 15 km clàssics Detalls     | Manuela Di Centa                                                         | Liubov Iegórova                                                           | Nina Gavrilyuk                                                                 |
| 30 km lliures Detalls      | Manuela Di Centa                                                         | Marit Wold                                                                | Marja-Liisa Kirvesniemi                                                        |
| 4x5 km relleus Detalls     | RússiaIelena Välbe · Larissa Lazútina · Nina Gavrilyuk · Liubov Iegórova | NoruegaTrude Dybendahl · Inger Helene Nybråten · Elin Nilsen · Anita Moen | ItàliaBice Vanzetta · Manuela Di Centa · Gabriella Paruzzi · Stefania Belmondo |

## Medaller
| Posició | País       | Or | Argent | Bronze | Total |
| 1       | Noruega    | 3  | 4      | 1      | 8     |
| 2       | Itàlia     | 3  | 2      | 4      | 9     |
| 3       | Rússia     | 3  | 1      | 1      | 5     |
| 4       | Kazakhstan | 1  | 2      | 0      | 3     |
| 5       | Finlàndia  | 0  | 1      | 4      | 5     |
|         |            |    |        |        |       |
| Total   | Total      | 10 | 10     | 10     | 30    |